# Clásica San Sebastián 2017
De 37e editie van de wielerwedstrijd Clásica San Sebastián werd gehouden op 29 juli 2017. De wedstrijd maakte deel uit van de UCI World Tour 2017. De titelverdediger was de Nederlander Bauke Mollema. Michal Kwiatkowski toonde zich de sterkste.
Michał Kwiatkowski won de 37e editie van de Baskische wielerklassieker. De Pool van Team Sky was de opvolger van Bauke Mollema, die vorig jaar triomfeerde en ditmaal als derde eindigde. Tom Dumoulin, eerder winnaar van de Ronde van Italië, moest genoegen nemen met de vierde plaats in de eindrangschikking.
In de laatste meters van de koers over 231 kilometer, waarin acht beklimmingen waren opgenomen, bleef Kwiatkowski Mollema en nummer twee Tony Gallopin van Lotto Soudal voor.In de slotfase reden vijf renners vooruit, onder wie Mollema en Dumoulin. Mikel Landa, ploeggenoot van Kwiatkowski bij Sky, behoorde ook tot het groepje en eindigde als vijfde.
Kwiatkowski gaf zijn seizoen nog meer glans. Hij won in het voorjaar Milaan-San Remo en Strade Bianche, en hielp in juli Sky-kopman Chris Froome aan diens vierde eindzege in de Tour de France.

## Deelnemende ploegen
| 18 UCI World Tour-ploegen | 18 UCI World Tour-ploegen | 18 UCI World Tour-ploegen | 2 wildcards |
| ------------------------- | ------------------------- | ------------------------- | ----------- |
| AG2R La Mondiale          | Dimension Data            | Orica-Scott               | Caja Rural  |
| Astana                    | FDJ                       | Quick-Step Floors         | Cofidis     |
| Bahrein-Merida PCT        | Katjoesja Alpecin         | Sky                       |             |
| BMC Racing Team           | LottoNL-Jumbo             | Sunweb                    |             |
| BORA-hansgrohe            | Lotto Soudal              | Trek-Segafredo            |             |
| Cannondale-Drapac         | Movistar                  | UAE Team Emirates         |             |
|                           |                           |                           |             |
|                           |                           |                           |             |

## Uitslag
| Plaats  | Naam               | Ploeg           | Tijd       |
| ------- | ------------------ | --------------- | ---------- |
| Winnaar | Michał Kwiatkowski | Team Sky        | 5h 52' 53" |
| 2       | Tony Gallopin      | Lotto Soudal    | z.t.       |
| 3       | Bauke Mollema      | Trek-Segafredo  | z.t        |
| 4       | Tom Dumoulin       | Team Sunweb     | z.t        |
| 5       | Mikel Landa        | Team Sky        | + 2"       |
| 6       | Alberto Bettiol    | Trek-Segafredo  | + 28"      |
| 7       | Anthony Roux       | FDJ             | + 38"      |
| 8       | Greg Van Avermaet  | BMC Racing Team | z.t.       |
| 9       | Tiesj Benoot       | Lotto Soudal    | z.t.       |
| 10      | Nicolas Roche      | BMC Racing Team | z.t.       |

1981 · 1982 · 1983 · 1984 · 1985 · 1986 · 1987 · 1988 · 1989 · 1990 · 1991 · 1992 · 1993 · 1994 · 1995 · 1996 · 1997 · 1998 · 1999 · 2000 · 2001 · 2002 · 2003 · 2004 · 2005 · 2006 · 2007 · 2008 · 2009 · 2010 · 2011 · 2012 · 2013 · 2014 · 2015 · 2016 · 2017 · 2018 · 2019 · 2020 · 2021 · 2022 · 2023 · 2024
 Tour Down Under ·
 Great Ocean Road Race ·
 Abu Dhabi Tour ·
 Omloop Het Nieuwsblad ·
 Strade Bianche ·
 Parijs-Nice · 
 Tirreno-Adriatico · 
 Milaan-San Remo ·
 Ronde van Catalonië ·
 Dwars door Vlaanderen ·
 E3 Harelbeke ·
 Gent-Wevelgem ·
 Ronde van Vlaanderen ·
 Ronde van Baskenland ·
 Parijs-Roubaix ·
 Amstel Gold Race ·
 Waalse Pijl ·
 Luik-Bastenaken-Luik ·
 Ronde van Romandië ·
 Rund um den Finanzplatz Eschborn-Frankfurt ·
 Ronde van Italië ·
 Ronde van Californië ·
 Critérium du Dauphiné ·
 Ronde van Zwitserland ·
 Ronde van Frankrijk ·
 Clásica San Sebastián ·
 Ronde van Polen ·
 RideLondon Classic ·
  BinckBank Tour ·
 Ronde van Spanje ·
 EuroEyes Cyclassics ·
 Bretagne Classic ·
 GP van Quebec ·
 GP van Montreal ·
 Ronde van Lombardije ·
 Ronde van Turkije ·
 Ronde van Guangxi